# Massa a pieno carico
La massa a pieno carico definita anche come peso totale a terra (abbreviato P.T.T.), è la massa massima di un veicolo  semovente, di un rimorchio, o di un complesso di veicoli.
La massa a pieno carico è indicata nella carta di circolazione ed è data dalla somma della tara più la portata.
Nei quiz della CQC viene definita M.C.P.C. (massa complessiva a pieno carico).

## Situazione italiana

### Patenti richieste e veicoli conducibili
- Motoveicolo con m.p.c. inferiore o uguale alle 1,3 tonnellate = categoria B
- Motoveicolo, che non sia un motociclo con m.p.c. superiore alle 1,3 tonnellate = categoria B
- Autocarro con m.p.c. inferiore o uguale alle 3,5 tonnellate = Patente di categoria B
- Autocarro con m.p.c. superiore alle 3,5 tonnellate = Patente di categoria C
- Autotreno composto da autovettura trainante rimorchio con m.p.c. del rimorchio inferiore o uguale ai 750 kg = Patente di categoria B
- Autotreno composto da autovettura trainante rimorchio con m.p.c. del rimorchio superiore ai 750 kg e m.p.c. del complesso di veicoli inferiore o uguale alle 3,5 tonnellate = Patente di categoria B
- Autotreno composto da autovettura trainante rimorchio con m.p.c. del rimorchio superiore ai 750 kg e m.p.c. del complesso di veicoli superiore alle 3,5 tonnellate = Patente di categoria B+E
- Autotreno composto da autocarro m.p.c. Superiore ai 3.5 tonnellate trainante rimorchio di qualsiasi m.p.c. superiore ai 750 kg = Patente di categoria C+E
- Autobus di qualsiasi m.p.c. = categoria D
- Autosnodato di qualsiasi m.p.c. = categoria D+E

### Limiti di velocità
Questa tabella racchiude tutti i limiti per ogni tipo di mezzo e di strade italiane.
| Mezzo                                                                           | Strada urbana | Strada extraurbana | Superstrada | Autostrada |
| ------------------------------------------------------------------------------- | ------------- | ------------------ | ----------- | ---------- |
| autocarro con m.p.c. inferiore o uguale alle 3,5 tonnellate                     | 50 km/h       | 90 km/h            | 110 km/h    | 130 km/h   |
| autocarro con m.p.c. superiore alle 3,5 e inferiore o uguale alle 12 tonnellate | 50 km/h       | 80 km/h            | 80 km/h     | 100 km/h   |
| autocarro con m.p.c. superiore alle 12 tonnellate                               | 50 km/h       | 70 km/h            | 70 km/h     | 80 km/h    |
| autobus con m.p.c. inferiore o uguale alle 8 tonnellate                         | 50 km/h       | 90 km/h            | 110 km/h    | 130 km/h   |
| autobus con m.p.c. superiore alle 8 tonnellate                                  | 50 km/h       | 80 km/h            | 80 km/h     | 100 km/h   |
| autotreno con qualsiasi m.p.c. del complesso di veicoli                         | 50 km/h       | 70 km/h            | 70 km/h     | 80 km/h    |
| autoarticolato con qualsiasi m.p.c.                                             | 50 km/h       | 70 km/h            | 70 km/h     | 80 km/h    |